# ارنست مولر (بازیکن فوتبال)
ارنست مولر (انگلیسی: Ernst Müller; ۱۳ ژوئیهٔ ۱۹۰۱ – ۱۳ سپتامبر ۱۹۵۸) بازیکن فوتبال اهل آلمان بود.
از باشگاه‌هایی که در آن بازی کرده‌است می‌توان به باشگاه فوتبال هرتابرلین اشاره کرد.
وی همچنین در تیم ملی فوتبال آلمان بازی کرده‌است.